# Geelknobbelhokko
De geelknobbelhokko (Crax daubentoni) is een vogel uit de familie sjakohoenders en hokko's (Cracidae). De wetenschappelijke naam van de soort is voor het eerst geldig gepubliceerd in 1867 door Gray.

## Kenmerken
Deze vogel heeft een zwart verenkleed, voorwaarts gerichte krulletjes op de kop en een grote, gele knobbel op de snavel van de mannetjes. Het verenkleed van beide geslachten is verschillend. De lichaamslengte bedraagt 90 cm en het gewicht 1,5 tot 3 kg.

## Leefwijze
Hun voedsel bestaat voornamelijk uit vruchten, bladen, zaden en kleine ongewervelden. Dit zoeken ze hoofdzakelijk op de grond. Bij dreigend gevaar zoeken ze de bomen op. Het is een standvogel.

## Voortplanting
Het vrouwtje legt twee eieren, wat ongewoon is voor een hoenderachtige.

## Voorkomen
De soort komt voor in noordoostelijk Colombia en noordelijk Venezuela. Het leefgebied bestaat uit goed ontwikkeld bos, in Venezuela tot op 800 m boven zeeniveau en in Colombia tussen de 500 en 1500 m. De vogel wordt nooit meer dan 250 m verwijderd van beschutting door bos aangetroffen.

## Beschermingsstatus
De grootte van de wereldpopulatie werd in 2012 geschat op 10 tot 40 duizend individuen. De geelknobbelhokkgaat in aantal achteruit door aantasting en versnippering van het leefgebied en verder door jacht. Om deze redenen staat deze soort hokko als gevoelig op de Rode Lijst van de IUCN.